# 辣媽辣妹2
《辣媽辣妹2》（英語：Freakier Friday）是一部於2025年上映的美国奇幻喜劇電影，由妮莎·嘉娜卓執導，潔美·李·寇蒂斯及琳賽·蘿涵主演，《怪誕星期五》系列的第七部作品。該電影的前作為《辣妈辣妹》（2003年）。
該片由華特迪士尼工作室電影定檔2025年8月8日在美國院線上映。

## 演員
- 潔美·李·寇蒂斯飾演泰絲·柯爾曼（Tess Coleman）
- 琳賽·蘿涵飾演安娜·柯爾曼（Anna Coleman）
- 茱莉亞·巴特斯飾演哈波·柯爾曼（Harper Coleman）
- 索菲亞·漢門斯（英语：Sophia Hammons）飾演莉莉·戴維斯（Lily Davies）
- 曼尼·賈辛托飾演埃里克·戴維斯（Eric Davies）
- 馬克·漢蒙飾演萊恩（Ryan）
- 查德·麥可·莫瑞飾演傑克（Jake）
- 克里斯蒂娜·懷道爾（英语：Christina Vidal Mitchell）飾演麥蒂（Maddie）
- 海莉・哈德森（英语：Haley Hudson）飾演佩格（Peg）
- 趙家玲飾演佩佩（Pei-Pei）
- 宋靜秀飾演佩佩的母親（Pei-Pei's mother）
- 雷恩・麥格雷尼（英语：Ryan Malgarini）飾演哈利·柯爾曼（Harry Coleman）[8]

## 製作
2023年5月，迪士尼宣布正在開發製作奇幻喜劇電影《辣媽辣妹》的續集，該片由潔美·李·寇蒂斯和琳賽·蘿涵將分別飾演泰絲·柯爾曼和安娜·柯爾曼。 2024年3月，蘿涵證實續集正在積極製作中，妮莎·嘉娜卓被受聘為導演，喬丹·韋斯重寫了劇本。 

## 發行
《辣媽辣妹2》定檔2025年8月8日在美國上映。

## 迴響

### 評價
爛番茄根據212條評論，本片獲得74%的新鮮度。在Metacritic上，本片獲得60分。

## 外部連結
- 互联网电影数据库（IMDb）上《辣媽辣妹2》的资料（英文）
- 爛番茄上《辣媽辣妹2》的資料（英文）
- Box Office Mojo上《辣媽辣妹2》的资料（英文）
- AllMovie上《辣媽辣妹2》的资料（英文）
- Metacritic上《辣媽辣妹2》的資料（英文）
- 開眼電影網上《辣媽辣妹2》的資料（繁體中文）
- 豆瓣电影上《辣媽辣妹2》的資料 （简体中文）
- 时光网上《辣媽辣妹2》的資料（简体中文）